# Paolo Sadoleto
Paolo Sadoleto (Modena, 1508 – Carpentras, 1572) è stato un vescovo cattolico e umanista italiano, parente di Jacopo Sadoleto.

## Biografia
Fu vescovo di Carpentras e segretario dei brevi ai principi con papa Giulio III. Scrisse indistintamente in latino e in italiano, lasciandoci opere di minore importanza.
Resse il Contado Venassino negli anni dal 1567 al 1572.

## Genealogia episcopale e successione apostolica
La genealogia episcopale è:
- Cardinale Girolamo Grimaldi
- Arcivescovo Martinho de Portugal
- Arcivescovo Alfonso Oliva, O.E.S.A.
- Vescovo Girolamo Maccabei
- Vescovo Paolo Sadoleto

La successione apostolica è:
- Vescovo Giacomo Maria Sala (1557)